# Стереодескриптор
Стереодескриптор (англ. stereodescriptor) — префікс для означення конфігурації (абсолютної чи відносної) або конформації. Напр., R, S; r, s; P, M; Re, Si; E, Z; ap, sp і т. п.

## Стереодескриптори альфа (α), бета (β)
1. Відносні стереодескриптори, що використовуються в номенклатурі карбогідратів для опису конфігурації при аномерному атомі С, з метою визначення його позиції відносно аномерного референтного атома.
2. Відносні стереодескриптори, що використовуються в Chemical Abstracts для опису конфігурацій циклічних молекул (включаючи відповідні поліциклічні системи).
3. Абсолютні дескриптори, що запроваджені для номенклатури стероїдів. Замісники над площиною стероїду описуються як β і показуються суцільною лінією, а ті, що розміщені під площиною, описуються як α і зображаються перервною лінією. Поширюється ця система на тетрапіроли.

## Стереодескриптори E, Z
Прийняті в хімії стереодескриптори для стереоізомерних алкенів (R1 ≠ R2, R3 ≠ R4, R1 і R2 не обов‘язково повинні відрізнятися від R3 і R4), кумуленів R1R2C[=С=С]n=CR3R4 та подібних систем, пр., R1R2C=NOH, HON=C{[CH2]n}2C=NOH.
Група з вищим пріоритетом СІР, приєднана до одного з термінальних подвійно зв‘язаних атомів алкену, оксиму і т. п. або кумулену (тб. R1 або R2) порівнюється з групою вищого
пріоритету, приєднаної до іншого з цих двох атомів (тб. R3 або R4). Стереоізомер признається як Z (zusammen = разом), коли ці групи лежать по один бік від референтної площини, яка проходить через подвійний зв‘язок та перпендикулярна до площини, що містить зв‘язки, котрі сполучають групи з подвійно зв‘язаними атомами. Другий стереоізомер приймається як Е (entgegen = навпроти). Ці дескриптори застосовуються до структур з дробовим порядком зв‘язку між 1 і 2, а також до подвійних зв‘язків, які включають атоми інші, ніж С, але не можуть застосовуватися для опису заміщень у циклах.

## Стереодескриптори про-R, про-S
Стереодескриптор про-R стосується стереогетеротопної групи с (як напр., у тетраедричному Xabc2), якщо вона має за правилами пріоритетності КІП вищий пріоритет, ніж інша стереогетеротопна група с. Конфігурація генерованого хірального центра позначається стереодескриптором R. Друга група с позначається про-S.